# Aepycerotinae
Aepycerotinae era considerada uma subfamília da família Bovidae que incluia somente a impala (gênero Aepyceros). Foi descrita por John Edward Gray em 1872.
Atualmente, de acordo com pesquisas mais recentes, a impala faz parte da subfamília Antilopinae, dentro da tribo Aepycerotini.